# Sittosaari (ö i Mellersta Finland)
Sittosaari är en ö i Finland. Den ligger i sjön Sumiainen och i kommunen Äänekoski i den ekonomiska regionen  Äänekoski ekonomiska region  och landskapet Mellersta Finland, i den centrala delen av landet, 290 km norr om huvudstaden Helsingfors. Öns area är 34,9 hektar och dess största längd är 1,1 kilometer i öst-västlig riktning.